# Tanji Bird Reserve
Das Tanji Bird Reserve (das Gebiet ist auch unter dem Namen Karinti bekannt) ist ein Nationalpark im westafrikanischen Staat Gambia. Er liegt im Westen an der Küste des Atlantischen Ozeans in der West Coast Region im Distrikt Kombo North und wurde 1993 eingerichtet. Zum Schutzgebiet, das sich als ein besonderes Vogelschutzgebiet versteht, gehören der Fluss Tanji und die Bijol Islands.

## Topographie
Das Mündungsgebiet des kleinen Flusses gehört mit seinem 200 Hektar großen Mangrovenwald am Ufer und der Lagune am Atlantischen Ozean zu diesem Nationalpark.
Die kleine Inselgruppe Bijol Islands, welche die einzige Meeresinseln des Staates sind, gehört zum Vogelschutzgebiet. Zahlreiche seltene Meeresvögel brüten dort.

## Flora und Fauna
Die Inselgruppe ist der einzige bekannte Brutplatz von Raubseeschwalben (Sterna caspia), Königsseeschwalben (Sterna maxima) und Möwen (Laridae) in Gambia. Im Wasser sind Mittelmeer-Mönchsrobben (Monachus monachus), Kamerunflussdelfine (Sousa teuszii) und Schildkröten (Testudinata) zu finden.